# نادي المنتظر
نادي المنتظر الرياضي هو فريق كرة قدم عراقي تأسس عام 2020 مقره في محافظة واسط .

## انظر ايضاً
- نادي سهل نينوى